# Las Acequias (maison)
Pour les articles homonymes, voir Acequias et Las Acequias.
Las Acequias – ou Cyrus McCormick House – est une maison américaine dans le comté de Santa Fe, au Nouveau-Mexique. Dessinée par John Gaw Meem et Carlos Vierra dans le style Pueblo Revival, elle a été construite en 1931. Elle est inscrite au Registre national des lieux historiques depuis le 25 juillet 2008.